# İbrahim Sarim Pascià
İbrahim Sarim Pascià (Istanbul, 1801 – Istanbul, 1854) è stato un politico ottomano. Fu Gran visir dal 29 aprile 1848 al 12 agosto del 1848.